# Mostní tank

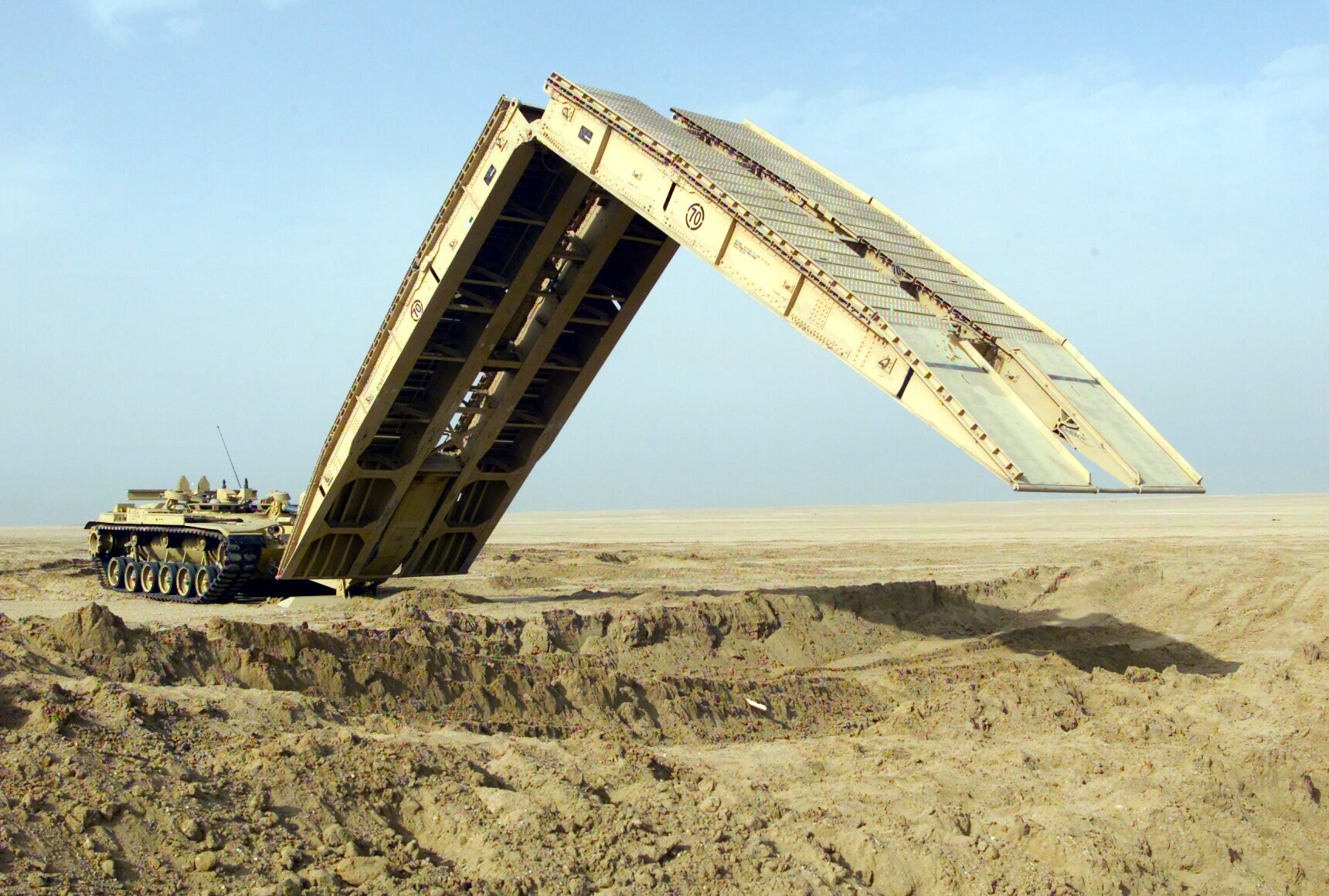
Americký mostní tank M60A1

Mostní tank je  typ speciálního obrněného vozidla, podobně jako např. obrněné vyprošťovací vozidlo, samohybný autonomní prostředek umožňující překonávat překážky do šířky 24 metrů přímo v prostoru bojových operací. Jejich hlavním úkolem je umožnit vlastním jednotkám pokračovat v rychlém postupu bez zbytečných zdržení. Z toho víceméně vyplývají takticko-technické požadavky, které musí splnit. Zejména jde o schopnost operovat společně s prvosledovými jednotkami a přemosťovat překážky během několika minut.